# Schwartzembergite
La schwartzembergite è un minerale.